# الرياضيات التجارية
الرياضيات التجارية هي الرياضيات التي تستخدمها الشركات التجارية لتسجيل وإدارة العمليات التجارية. تستخدم المؤسسات التجارية الرياضيات في المحاسبة وإدارة المخزون والتسويق والتنبؤ بالمبيعات والتحليل المالي. الرياضيات المستخدمة عادةً في التجارة تشمل الحساب الابتدائي، والجبر الابتدائي، والإحصاءات والاحتمالات. في بعض المشكلات الإدارية، تُطبق رياضيات أكثر تقدمًا، مثل حساب التفاضل والتكامل وجبر المصفوفة والبرمجة الخطية.

## المدارس الثانوية
رياضيات الأعمال، وتُسمى أحيانًا الرياضيات التجارية أو رياضيات المستهلك، هي مجموعة من المواضيع العملية المستخدمة في التجارة والحياة اليومية. في المدارس، غالبًا ما تُدرس هذه المواد للطلاب الذين لا يخططون للتعليم الجامعي. في الولايات المتحدة، تقدم هذه الشهادات عادةً في المدارس الثانوية وفي المدارس التي تمنح شهادات الزمالة، في أماكن أخرى قد تتضمنها دراسات الأعمال. وينصب التركيز في هذه الدورات على المهارات الحسابية وتطبيقها العملي، مع هيمنة الممارسة.
تتضمن دورة رياضيات الأعمال عادةً مراجعة الحساب الابتدائي، متضمنةً الكسور والأعداد العشرية والنسب المئوية. تتضمن غالبًا الجبر الأولي أيضًا، في سياق حل مسائل الأعمال العملية. وتشمل التطبيقات العملية عادةً الحسابات الجارية، وتخفيضات الأسعار، وارتفاعات هامش الربح، وحسابات كشوف المرتبات، والفوائد البسيطة والمركَّبة، وائتمانات المستهلكين والمؤسسات التجارية، والرهون العقارية والإيرادات.

## المرحلة الجامعية
تشمل «رياضيات الأعمال» دورات الرياضيات التي يدرسها طلاب الأعمال في مرحلة ما قبل التخرج. الائتمانات المشتركة هي حسابات الأعمال التجاريةhttps://en.m.wikipedia.org/wiki/Business_mathematics#cite_note-1  وإحصاءات الأعمال التجارية. قد تغطي البرامج أيضًا عمليات المصفوفة، وغالبًا ما تشمل وحدة منفصلة عن حسابات الفوائد. تركز هذه الدورات الدراسية عادةً على المشكلات التي تنشأ في عالم الأعمال التجارية، وتُعدل المناهج الدراسية لتناسبها.https://en.m.wikipedia.org/wiki/Business_mathematics#cite_note-difference-2  في العديد من الجامعات يدرس طلاب الأعمال «الرياضيات المحدودةwikipedia.org/wiki/Business_mathematics#cite_note-3  وهي دورة تجمع بين عدة مواضيع قابلة للتطبيق، متضمنةً نظرية الاحتمالات الأساسية، ومقدمة للبرمجة الخطية، وبعض نظرية المصفوفات، ونظرية الألعاب التمهيدية، وتتضمن الدورة أحيانًا معالجة عالية المستوى للحساب التفاعلي.
يشدد مسار حساب الأداء خصوصًا على التمييز، ما يؤدي إلى تحقيق أقصى قدر من التكاليف والإيرادات. يكون التركيز على التكامل أقل، لأن تطبيقاته التجارية أقل،https://en.m.wikipedia.org/wiki/Business_mathematics#cite_note-4  وهو أصعب تقنيًا. في دورة دراسية منتظمة للحساب الرياضي يدرس الطلاب الوظائف المثلثية، في حين أن الدورات الدراسية لا تغطي عادةً هذا المجال. فيما يتعلق بالنظرية الشكلية، فنظرًا إلى أن هذه الدورات هي دورات تطبيقية، لا تتضمن إلا عدد قليل جدًا من الأدلة أو الاشتقاقات المدرجة، خلافًا للدورات القياسية في مجالي الرياضيات أو العلوم،https://en.m.wikipedia.org/wiki/Business_mathematics#cite_note-difference-2  رغم الحصول على بكالوريوس العلوم في إدارة الأعمال وبكالوريوس علوم الأعمال.
ويلاحظ أنه يجري تشجيع المتخصصين في الاقتصاد، لا سيما الذين يخططون لمتابعة الدراسات العليا في الميدان، على الحصول على دورات منتظمة للحساب التفاعلي. فضلًا عن الجبر الخطي وغيره من دورات الرياضيات المتقدمة، لا سيما التحليل الحقيقي. تتضمن بعض برامج الاقتصاد وحدة «الرياضيات لخبراء الاقتصاد»، ما يوفر جسرًا بين الدورات الدراسية، «رياضيات الأعمال» والاقتصاد الرياضي والاقتصاد القياسي. قد تشمل إدارة العمليات والمحاسبة الإداري- على نحو مماثل الأعمال الدراسية التكميلية في التقنيات الكمية ذات الصلة، والبرمجة الخطية عمومًا، فضلًا عن تقنيات أخرى لتحقيق المستوى الأمثل.